# المديرية العامة للكشافة والمرشدات
المديرية العامة للكشافة والمرشدات هي منظمة كشفية وطنية توجيهية في سلطنة عمان. وقد تأسست في عام 1948، وأصبحت عضوا في المنظمة العالمية للحركة الكشفية في 1977، وللجمعية العالمية للمرشدات وفتيات الكشافة في عام 1996. والمنظمة الوطنية المختلطة للكشافة والمرشدات تضمّ حوالي 19،000 عضواً (8892 من الكشافة والمرشدات 9965) اعتبارا من عام 2010.